# Morley (West Yorkshire)

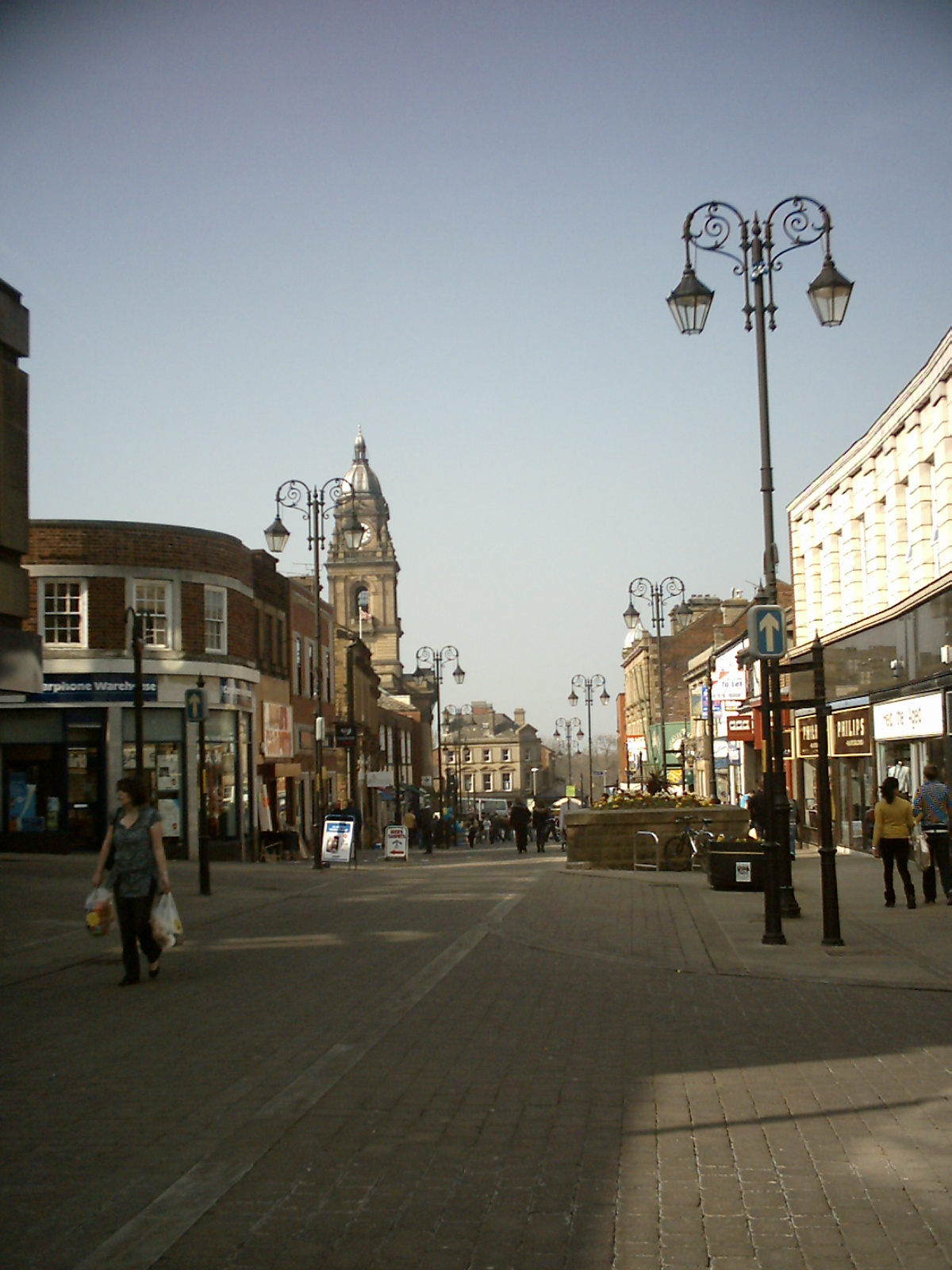
Queen Street

Morley ist eine Stadt mit 54.051 Einwohnern (Stand: 2001) in West Yorkshire in England und befindet sich rund 8 km südwestlich von Leeds im Leeds Metropolitan Borough. Das Metropolitan County West Yorkshire wurde 1974 gebildet, vorher war Morley Teil der Grafschaft Yorkshire. Durch Morley verläuft die Autobahn M 62 Hull-Manchester.
Morley wurde ebenso wie Rom auf sieben Hügeln errichtet: Scatcherd Hill, Dawson Hill, Daisy Hill, Chapel Hill, Hunger Hill, Troy Hill und Banks Hill. In der Stadt ist traditionell das Textilgewerbe zu Hause. So wurden hier vor allem Shoddy-Waren verarbeitet. Bedeutendstes Gebäude der Stadt ist das Rathaus mit seinem Glockenturm. Morley ist seit 1878 Heimat eines Rugby-Clubs, der vor allem in den 1970er Jahren Erfolge feierte.
Die Stadt geriet in die Schlagzeilen, nachdem hier ein Mitglied der neofaschistischen British National Party in den Stadtrat gewählt wurde; außerdem hielt im Jahre 2004 der BNP-Vorsitzende Nick Griffin in der Stadt eine Rede, die als rassistisch gewertet wurde.
Partnerstadt von Morley ist seit 1966 die deutsche Stadt Siegen.

## Persönlichkeiten
- Sir Titus Salt (1803–1876), Gründer der Gemeinde Saltaire
- Herbert Henry Asquith (1852–1928), britischer Premierminister
- Vera Scarth-Johnson (1912–1999), britisch-australische Biologin, Illustratorin und Naturschützerin
- John Dunning (1927–2009), Snookerspieler
- Beryl Burton (1937–1996), Radrennfahrerin
- Martin Naylor (1944–2016), Bildhauer
- Helen Fielding (* 1958), Schriftstellerin
- Jonathan Howson (* 1988), Fußballspieler

## Weblinks

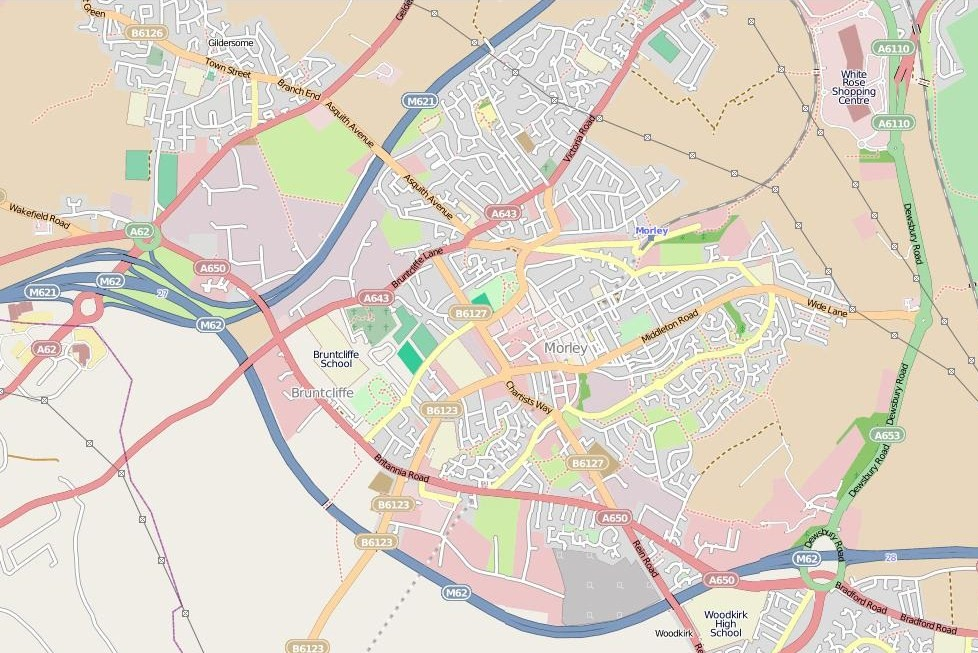
Straßenkarte von Morley